# Petleng
Petleng is een bestuurslaag in het regentschap Alor van de provincie Oost-Nusa Tenggara, Indonesië. Petleng telt 1729 inwoners (volkstelling 2010).